# Joe kontra sopka
Joe kontra sopka (v anglickém originále Joe Versus the Volcano) je americká filmová komedie z roku 1990. Režisérem filmu je John Patrick Shanley. Hlavní role ve filmu ztvárnili Tom Hanks, Meg Ryanová, Lloyd Bridges, Robert Stack a Abe Vigoda.

## Děj
Joe Banks je nešťastný úředník z New Yorku, který pracuje v nudné továrně s nesnesitelným šéfem Frankem Waturim. Dlouhodobě trpí neurčitými zdravotními potížemi a pravidelně navštěvuje lékaře. Nakonec lékař dr. Ellison stanoví diagnózu nevyléčitelné choroby zvané "mozková mlha", která jej údajně usmrtí během několika měsíců. Diagnóza je připisována psychosomatickým příznakům způsobeným traumatem z jeho předchozího zaměstnání u hasičského sboru.
Poté, co se dozví o své domnělé brzké smrti, Banks okamžitě opouští zaměstnání. Požádá svou kolegyni DeDe na rande, které zpočátku vypadá nadějně, ale po sdělení informace o nemoci jej opouští.
Záhy jej kontaktuje bohatý průmyslník Samuel Graynamore s neočekávanou nabídkou. Graynamore potřebuje získat vzácný minerál "bubaru" nacházející se na malém tichomořském ostrově Waponi Woo. Místní domorodci jsou ochotni poskytnout souhlas s těžbou pouze za jedné podmínky – pokud někdo dobrovolně obětuje svůj život skokem do ostrovní sopky, která vyžaduje lidskou oběť jednou za sto let.
Graynamore nabídne Joemu, že mu poskytne neomezené finanční prostředky výměnou za dobrovolný skok do vulkánu. Banks, který nemá co ztratit, nabídku přijímá. Před cestou stráví den v New Yorku, nakoupí si luxusní vodotěsné cestovní kufry a konzultuje svůj život s řidičem Marshallem.
V Los Angeles se setká s Angelicou, jednou z Graynamoreových dcer, která jej seznámí s kapitánkou jachty Patricií, jež jej má dopravit na ostrov. Během plavby je jejich loď zasažena tajfunem. Patricia ztroskotá, Joe ji zachrání a společně přežívají na moři několik dní spojeni improvizovaným raftem sestaveným z Joeových cestovních kufrů.
Po dramatické cestě dorazí na Waponi Woo, kde je domorodci přivítají okázalou hostinou. Náčelník Tobi vyzve případné dobrovolníky k oběti, ale nikdo se nepřihlásí. Patricia se do Joea mezitím zamiluje a přesvědčí ho, aby ji na ostrově pojal za manželku.
Nakonec se manželé společně rozhodnou skočit do sopky. V dramatickém okamžiku vulkán vyvrhl, a místo smrti jsou oba vyvrženi do moře. Ostrov klesá pod hladinu, ale oni přežívají. Patricia posléze odhalí, že Joeova diagnóza byla falešná – lékař byl podplacen Graynamorem, aby Joea přesvědčil o jeho brzké smrti.
Film končí jejich šťastným shledáním, když zjistí, že Joe ve skutečnosti zdravý je a mohou společně žít spokojený život.

## Obsazení
| Tom Hanks      | Joe Banks                         |
| Meg Ryanová    | DeDe/Angelica/Patricia Graynamore |
| Lloyd Bridges  | Samuel Graynamore                 |
| Robert Stack   | dr. Ellison                       |
| Abe Vigoda     | Tobi                              |
| Dan Hedaya     | Frank Waturi                      |
| Barry McGovern | prodejce zavazadel                |
| Ossie Davis    | Marshall                          |